# Evita Ramirez
Evita Ramirez (* 14. Februar 2003) ist eine französische Tennisspielerin.

## Karriere
Ramirez spielt bislang vorrangig Turniere der ITF Women’s World Tennis Tour, wo sie aber bislang noch keinen Titel gewonnen hat.
Ihr erstes Turnier auf der WTA Tour bestritt Ramirez, als sie 2019 eine Wildcard für die Qualifikation bei den Internationaux de Strasbourg erhielt. Sie verlor aber bereits ihr Auftaktmatch gegen ihre Landsfrau Émeline Dartron, die ebenfalls eine Wildcard erhalten hatte, mit 0:6 und 1:6.
Im August 2019 wurde Ramirez französische Vizemeisterin der U16.
Bei den Internationaux Féminins de la Vienne 2019 erhielt sie zusammen mit ihrer Partnerin Sandy Callios eine Wildcard für das Hauptfeld im Damendoppel, wo die beiden aber ebenfalls in ihrem Erstrundenmatch Justina Mikulskytė und Anastassija Schoschyna mit 1:6 und 1:6 unterlagen.
Im Mai 2021 erhielt sie für die Qualifikation zu den Internationaux de Strasbourg abermals eine Wildcard.